# Клубника (станция)
Клубника — железнодорожная станция ЮУЖД на однопутной ветке Еманжелинск — Полетаево I. Станция электрифицирована. Используется для пригородных электричек и грузовых работ. От станции отходят подъездные пути к цементному заводу.